# Sjarhej Ruzewitsch
Sjarhej Michailawitsch Ruzewitsch (belarussisch Сяргей Міхайлавіч Руцэвіч, russisch Сергей Михайлович Руцевич; * 20. August 1988 in Lahojsk im gleichnamigen Rajon der Minskaja Woblasz, damals Sowjetunion) ist ein belarussischer Biathlet.
Sjarhej Ruzewitsch, der in seinem Geburtsort Lahojsk wohnt, begann 1999 mit dem Biathlonsport und startet inzwischen für den Belarussischen Biathlonklub. Er gab sein internationales Debüt im Rahmen der Junioren-Weltmeisterschaften 2007 in Martell, wo er 30. des Einzels wurde und mit der Staffel als Viertplatzierter knapp eine Medaille verpasste. Es folgte die Teilnahme an den Junioren-Wettbewerben der Sommerbiathlon-Weltmeisterschaften 2008 in der Haute-Maurienne bei den Wettbewerben auf Skirollern. Im Sprint lief er auf den 22. Platz und wurde im folgenden Verfolgungsrennen 19. Der endgültige Leistungsdurchbruch erfolgte 2009. Zunächst gewann er mit Uladsimir Tschapelin, Wital Zwetau und Vladimir Alenishko bei den Junioren-Weltmeisterschaften in Canmore die Bronzemedaille im Staffelrennen. Auch bei den Junioren-Biathlon-Europameisterschaften 2009 in Ufa gewann er Staffelbronze mit einer Staffel in derselben Besetzung. Zudem wurde Ruzewitsch 22. des Einzels, 15. des Sprints und 12. der Verfolgung. Dritte internationale Meisterschaft wurden die Sommerbiathlon-Weltmeisterschaften 2009, bei deren Junioren-Wettbewerben auf Skirollern der Belarusse Siebter im Sprint und Zehnter der Verfolgung wurde. Mit Karina Sawossik, Ala Talkach und Tschapelin gewann er zudem im Mixed hinter dem russischen Team die Silbermedaille.
In Idre bestritt Ruzewitsch bei einem Sprint zum Auftakt der Saison 2009/10 sein erstes Rennen im IBU-Cup, bei dem er 86. wurde. Wenig später gewann er in Ridnaun als 39. eines Sprints erstmals Punkte. Es blieb bislang sein bestes Ergebnis in dieser Rennserie. Abschluss der Schneesaison wurden die Militär-Skiweltmeisterschaften 2010 in Brusson, bei denen er 46. im Sprint wurde. In Duszniki-Zdrój nahm der Belarusse an den Sommerbiathlon-Weltmeisterschaften 2010 teil. Im Sprint belegte er den 16. Platz und erreichte im darauf basierenden Verfolgungsrennen den 12. Platz.